# هولي هيرندون
هولي هيرندون (بالإنجليزية: Holly Herndon)‏ هي ملحنة ومنتجة أسطوانات ومغنية مؤلفة أمريكية، ولدت في 1980.

## وصلات خارجية
- هولي هيرندون على موقع ميوزك برينز (الإنجليزية)
- هولي هيرندون على موقع أول ميوزيك (الإنجليزية)
- هولي هيرندون على موقع ديسكوغز (الإنجليزية)